# Hans Huber
Hans Huber (Eppenberg-Wöschnau, 28 giugno 1852 – Locarno, 25 dicembre 1921) è stato un compositore svizzero.

## Biografia
Figlio di un appassionato di musica, dimostrò sin da giovane un buon talento espresso nei gruppi corali.
Ha studiato musica sotto la guida di Ernst Friedrich Richter, Carl Reinecke ed Oscar Paul al Conservatorio di Lipsia dal 1870 al 1874.
Ha insegnato per tre anni in Alsazia. Nel 1877 tornò a Basilea per insegnare pianoforte. Nel 1889 entrò alla Scuola di Musica di cui divenne direttore nel 1896. La scuola fu annessa al Conservatorio nel 1905 e Huber diresse le due istituzioni fino al 1918. Dal 1899 al 1902 condusse il coro della società Basler Gesangverein. Tra i suoi studenti noti annoveriamo: Hans Münch, Rudolf Moser e Hermann Suter.
Con Friedrich Hegar,  Huber si è impegnato per la fondazione dell'Associazione svizzera dei musicisti Schweizerischer Tonkünstlerverein (STV) nel 1900.
Tra le sue opere principali, sono da annoverare le otto Sinfonie, delle quali la prima si è ispirata alla leggenda di Guglielmo Tell, la seconda ha preso spunto dalle opere di Arnold Böcklin, la terza è denominata Eroica, la quinta si chiama Der Geiger von Gmünd, la sesta è intitolata Ländliche, la settima Schweizerische Symphonie. Le sinfonie seguono lo stile di Brahms.
Ha scritto per il teatro varie opere, tra le quali: Kudrun, Florestean, Die Schöne Bellinda.
Sua figlia Elisabeth sposò il chirurgo Franz Merke.

## Opere principali

### Sinfonie
- Sinfonia n ° 1 in Re minore "Tellsinfonie", op. 63 (ca. 1882);
- Sinfonia n ° 2 "Böcklin Symphony", op. 115 (ca. 1900);
- Sinfonia n ° 3 in Do maggiore "Eroico" per soprano e orchestra, op. 118. (ca. 1908);
- Sinfonia n ° 4 in "Accademico", un Concerto Grosso (1909);
- Sinfonia n ° 5 in Fa maggiore  The Fiddler of Gmund ;
- Sinfonia n ° 6 in La maggiore op. 134 (ca. 1911);
- Sinfonia n ° 7 in re minore "Svizzera" (1922);
- Sinfonia n ° 8 in Fa  Symphony the Spring  (1920);

### Altre opere orchestrali
- Commedia-ouverture, op. 50 (1878);
- Introduzione sinfonica all'opera "Der Simplicius";
- Alla patria (ode sinfonica);
- 2 Serenate "Sommernächte" (1885) e "Winternächte" (1895);
- 4 concerti per pianoforte (n ° 1 op. 36, n ° 3 op 113);
- 2 concerti per violino;
- Suite per violoncello e orchestra;

### Opere per il teatro

#### Opere
- Weltfrühling  (libretto di Rudolf Wackernagel, 1894);
- Kudrun  (libretto di Stephan Born, 1896);
- The Simplicius  (libretto di Albrecht Mendelssohn Bartholdy, 1899);
- Frutta di mare  (libretto di Fritz Karmin, 1913);
- The Glass Mountain  (libretto di Gian Bundi, 1915);
- La bella Belinda  (libretto di Gian Bundi, 1916)

#### Musiche di scena
- Musica per un festival  (per la commemorazione di Kleinbasler, testi di Rudolf Wackernagel, 1892);
- La Confederazione di Basilea 1501  (per la 500ª celebrazione federale di Basilea, testi di Rudolf Wackernagel, 1901);
- The Poinsettia  (Natività, testo di Meinrad Lienert, 1916);

### Opere corali

#### Oratori
- The sacred grove  (1910);
- Profezia e realizzazione  (1913);

#### Messe
- Messa festiva in mi bemolle maggiore ( Piccola Eremita );
- Messa festiva in onore Beatae Mariae Virginis in Re maggiore ( Grande Eremita );
- Messa festiva in onore Beatae Mariae Virginis in Fa maggiore (coro maschile e organo);
- Messa in onore di Sancti Ursi;
- Una festa-fiera;

#### Cantate
- Riconciliazione  (coro maschile, solisti e orchestra, 1879);
- Pandora  (coro misto, soprano solista e orchestra, 1883):
- Caenis  (coro maschile, contralto solista e orchestra, 1890);
- Heldenehren (coro maschile, coro maschile o femminile, soprano solista, assolo di baritono e orchestra, 1909-1913);
- Cantata per il Giubileo dell'Università di Basilea (coro misto, coro maschile, coro maschile, soli, orchestra e organo, 1910);
- Meerfahrt  (Ode per coro maschile, solista e orchestra);

#### Altre opere corali
- 25 cori maschili a cappella;
- Canzoni popolari serbe e rumene per coro misto a cappella.